# 박용희
박용희(1988년 6월 15일 ~ )은 대한민국의 희극 배우이다.

## 출연작

### 방송
- 웃찾사 (SBS)
- 코미디빅리그 (tvN)
  - 《코빅열차》 사생팬 여고생2(2쿼터) 역